# Zelandiscus
Zelandiscus is een geslacht van weekdieren uit de klasse van de Gastropoda (slakken).

## Soorten
- Zelandiscus elevatus (Climo, 1978)
- Zelandiscus worthyi Climo, 1989